# Ministre de cabinet pour le Développement international du cabinet fantôme
Le ministre de cabinet fantôme pour le Développement international est le principal porte-parole de l'opposition officielle du Royaume-Uni sur les questions liées au département du Développement international (DfID), qui est responsable de l'aide internationale, notamment dans les pays du tiers monde.
En novembre 2021, le poste de secrétaire d'État est renommé comme ministre de cabinet et placé sous le secrétaire d'État des Affaires étrangères du cabinet fantôme.

## Ministres de cabinet et secrétaires d'État fantômes
| Ministre de l'Ombre                                         | Ministre de l'Ombre             | Ministre de l'Ombre | Ministre de l'Ombre | Ministre de l'Ombre | Ministre de l'Ombre | Ministre de l'Ombre |
| Nom                                                         | Nom                             | Nom                 | Début de mandat     | Fin de mandat       | Parti politique     | Leader              |
| ----------------------------------------------------------- | ------------------------------- | ------------------- | ------------------- | ------------------- | ------------------- | ------------------- |
|                                                             | Robert Carr                     |                     | octobre 1964        | octobre 1965        | Conservateur        | Alec Douglas-Home   |
|                                                             | Christopher Chataway            |                     | Octobre 1965        | 31 mars 1966        | Conservateur        | Edward Heath        |
|                                                             | Richard Wood                    |                     | avril 1966          | c. octobre 1967     | Conservateur        | Edward Heath        |
|                                                             | Bernard Braine                  |                     | c. octobre 1967     | 15 juin 1970        | Conservateur        | Edward Heath        |
|                                                             | Judith Hart                     |                     | 19 juin 1970        | 4 mars 1974         | Labour              | Harold Wilson       |
|                                                             | Richard Wood                    |                     | 4 mars 1974         | 18 février 1975     | Conservateur        | Edward Heath        |
|                                                             | Imprécis ; éventuellement aucun |                     | 18 février 1975     | 15 janvier 1976     | Conservateur        | Margaret Thatcher   |
|                                                             | Richard Luce                    |                     | 15 janvier 1976     | 4 mai 1979          | Conservateur        | Margaret Thatcher   |
|                                                             | Judith Hart                     |                     | 4 mai 1979          | 8 décembre 1980     | Labour              | James Callaghan     |
|                                                             | Frank McElhone                  |                     | 8 décembre 1980     | 22 septembre 1982   | Labour              | Michael Foot        |
|                                                             | Guy Barnett                     |                     | 24 novembre 1982    | 31 octobre 1983     | Labour              | Michael Foot        |
|                                                             | Unclear                         |                     | 31 octobre 1983     | 2 novembre 1989     | Labour              | Neil Kinnock        |
|                                                             | Ann Clwyd                       |                     | 2 novembre 1989     | 18 juillet 1992     | Labour              | Neil Kinnock        |
|                                                             | Michael Meacher                 |                     | 18 juillet 1992     | 21 octobre 1993     | Labour              | John Smith          |
|                                                             | Tom Clarke                      |                     | 21 October 1993     | 20 October 1994     | Labour              | John Smith          |
| Margaret Beckett                                            | Tom Clarke                      |                     | 21 October 1993     | 20 October 1994     | Labour              |                     |
|                                                             | Joan Lestor                     |                     | 20 octobre 1994     | Octobre 1996        | Labour              | Tony Blair          |
|                                                             | Clare Short                     |                     | 25 juillet 1996     | 2 mai 1997          | Labour              | Tony Blair          |
| Secrétaire d'État au Développement international de l'ombre |                                 |                     |                     |                     |                     |                     |
| Nom                                                         | Nom                             | Nom                 | Début de mandat     | Fin de mandat       | Parti politique     | Leader              |
|                                                             | Imprécis                        |                     | 2 mai 1997          | 30 juin 1997        | Conservateur        | John Major          |
|                                                             | Alastair Goodlad                |                     | 30 juin 1997        | 1er juin 1998       | Conservateur        | William Hague       |
|                                                             | Gary Streeter                   |                     | 1er juin 1998       | 14 septembre 2001   | Conservateur        | William Hague       |
|                                                             | Caroline Spelman                |                     | 14 septembre 2001   | 10 novembre 2003    | Conservateur        | Iain Duncan Smith   |
|                                                             | John Bercow                     |                     | 10 novembre 2003    | 8 septembre 2004    | Conservateur        | Michael Howard      |
|                                                             | Alan Duncan                     |                     | 8 septembre 2004    | 10 mai 2005         | Conservateur        | Michael Howard      |
|                                                             | Andrew Mitchell                 |                     | 10 mai 2005,        | 11 mai 2010         | Conservateur        | Michael Howard      |
|                                                             | Douglas Alexander               |                     | 11 mai 2010         | 8 octobre 2010      | Labour              | Harriet Harman      |
|                                                             | Harriet Harman                  |                     | 8 octobre 2010      | 7 octobre 2011      | Labour              | Ed Miliband         |
|                                                             | Ivan Lewis                      |                     | 7 octobre 2011      | until Octobre 2013  | Labour              | Ed Miliband         |
|                                                             | Jim Murphy                      |                     | 7 octobre 2013      | 2 novembre 2014     | Labour              | Ed Miliband         |
|                                                             | Mary Creagh                     |                     | 5 novembre 2014     | 12 septembre 2015   | Labour              | Ed Miliband         |
| Harriet Harman                                              | Mary Creagh                     |                     | 5 novembre 2014     | 12 septembre 2015   | Labour              |                     |
|                                                             | Diane Abbott                    |                     | 13 septembre 2015   | 27 juin 2016        | Labour              | Jeremy Corbyn       |
|                                                             | Kate Osamor                     |                     | 27 juin 2016        | 1er décembre 2018   | Labour              | Jeremy Corbyn       |
|                                                             | Dan Carden                      |                     | 1er décembre 2018   | 6 avril 2020        | Labour              | Jeremy Corbyn       |
|                                                             | Preet Gill                      |                     | 6 avril 2020        | 29 novembre 2021    | Labour              | Keir Starmer        |
| Ministre au Développement international de l'ombre          |                                 |                     |                     |                     |                     |                     |
| Nom                                                         | Nom                             | Nom                 | Début de mandat     | Fin de mandat       | Parti politique     | Leader              |
|                                                             | Preet Gill                      |                     | 29 novembre 2021    | 4 septembre 2023    | Labour              | Keir Starmer        |
|                                                             | Lisa Nandy                      |                     | 4 septembre 2023    | 5 juillet 2024      | Labour              | Keir Starmer        |
|                                                             | Harriett Baldwin                |                     | 19 juillet 2024     | en cours            | Conservateur        | Rishi Sunak         |